# Bibliothèque François Mitterrand (metrostation)
Bibliothèque François Mitterrand is een station van de Parijse metro langs lijn 14 en een station aan RER-lijn C. Het station is vernoemd naar president François Mitterrand en ligt in de buurt van de Bibliothèque nationale de France. De grootste bibliotheek van Frankrijk.
Er is een overstapmogelijkheid tussen het RER en lijn 14 station.

## Geschiedenis
Het station werd in 1998 geopend, samen met de metrolijn. Het station was tevens het zuidelijke eindpunt. De architectuur is het werk van een andere architect dan degene die de andere stations van de metrolijn heeft ontworpen.
Dit station heeft van de opening tot 25 juli 2007 gefunctioneerd als eindpunt van de metrolijn. De lijn is doorgetrokken tot het nieuwe station Olympiades.
Station Olympiades is een tijdelijk eindpunt van de metrolijn. In de nabije toekomst zal de lijn doorgetrokken worden tot het station Maison Blanche en zal het deel van lijn 7 naar Villejuif gaan overnemen. Een verdere verbinding naar de luchthaven Orly is ook gepland.
Saint-Denis Pleyel · 
Mairie de Saint-Ouen · 
Saint-Ouen · 
Porte de Clichy · 
Pont Cardinet · 
Saint-Lazare · 
Madeleine · 
Pyramides · 
Châtelet · 
Gare de Lyon · 
Bercy · 
Cour Saint-Émilion · 
Bibliothèque François Mitterrand · 
Olympiades · 
Maison Blanche · 
Hôpital Bicêtre · 
Villejuif - Gustave Roussy · 
L'Haÿ-les-Roses · 
Chevilly-Larue · 
Thiais - Orly · 
Aéroport d'Orly